# Дезерет

Территория штата Дезерет, на которую претендовал Бригам Янг (обозначена пунктирной линией). Территория Юта, созданная в 1850 году, закрашена бледно-голубым цветом.

Штат Дезерет (англ. State of Deseret) — не признанный федеральным правительством США штат, на территорию которого претендовали с 1849 г. по 1851 г. мормонские поселенцы в Солт-Лейк-Сити во главе с Бригамом Янгом.

## История
Название Дезерет происходит из Книги Ефера (раздел Книги Мормона) и якобы обозначало медоносную пчелу на языке древних поселенцев. Были сформированы временные органы власти и законодательное собрание, написаны конституция штата и уголовный кодекс. Федеральные власти, однако, выступили категорически против претензий мормонов на обширную территорию, границы которой были указаны в конституции штата Дезерет.
Переговоры мормонов с федеральными властями привели к компромиссу: в сентябре 1850 г. конгресс США принял закон о создании территории Юта, с территорией намного меньшей, чем было предусмотрено в Конституции штата Дезерет.
3 февраля 1851 г. Бригам Янг был инаугурирован в должности первого губернатора Территории Юта. 4 апреля 1851 г. Генеральная ассамблея Дезерета приняла решение о роспуске штата. 4 октября того же года законодательное собрание территории Юта приняло решение о юридической силе на своей территории законов распущенного штата Дезерет.
После учреждения Территории Юта руководство мормонской общины не отказалось от идеи создания штата Дезерет. В период 1862—1870 гг. группа мормонских старейшин во главе с Бригамом Янгом формировала теневое правительство после каждого заседания территориального законодательного собрания для ратификации законов так называемого «штата Дезерет». В 1856, 1862 и 1872 гг. предпринимались попытки написать конституцию штата в границах Территории Юта.
Идея создания государства, основанного на принципах мормонизма, потеряла почву после постройки в 1869 г. Первой трансконтинентальной железной дороги, которая открыла путь на мормонские земли множеству поселенцев, относившихся к другим конфессиям.
Несмотря на неудачу проекта с созданием штата Дезерет, его название получило символическое значение среди мормонов. Университет Юты изначально назывался Дезеретский университет, а крупная мормонская книгоиздательская компания носит название Deseret Book Company. Кроме того, в конце 1860-х гг. мормоны создали и пытались внедрить дезеретский алфавит.